# 暗色娜波灰蝶
暗色娜波灰蝶（學名：Nacaduba pactolus），又名黑波紋小灰蝶、黑波灰蝶、黑娜波灰蝶。

## 描述
本種為中型灰蝶，具明顯雌雄二型性。體背黑褐色，腹面灰白或白色。前翅呈弧形，長13-16 mm。後翅CuA2脈末端具尾突。
雄蝶：頭褐色有毛，中央具白斑，複眼有白色輪緣與毛。觸角黑褐帶白環，下唇鬚前伸披毛，第三節白色棒狀，部分黑褐。胸腹部背面黑褐，腹面白。足白色，帶褐色條紋，前足跗節癒合、末端下彎尖銳。翅背面暗紫色，前翅三角形、後翅葉狀。翅腹面淡褐色，具白色條紋帶，後翅中央與亞基部明顯，前翅僅見中央帶紋；亞外緣有兩條白色細線，內側較清晰。後翅CuA1室與臀區具黑斑與橙色紋。緣毛褐色。
雌蝶：與雄蝶近似，但複眼毛較稀疏，前足跗節不癒合。翅背面內側具淺紫斑，外緣有寬黑邊。翅腹面褐色，帶紋與雄蝶類似，但白線較不明顯，CuA1室與臀區具黑斑與金屬光澤藍紋，有時伴不明顯橙色弦月紋。緣毛內白外褐。

## 分佈
分布於東洋區低地及澳洲熱帶地區，臺灣則主要見於本島低海拔坡地，南部較為常見。

## 棲地
棲息於常綠闊葉林，一年多代，成蟲飛行活潑快速，喜訪花。幼蟲以豆科鴨腱藤的新芽、幼葉及嫩卷鬚為食。